# Szerencsejáték

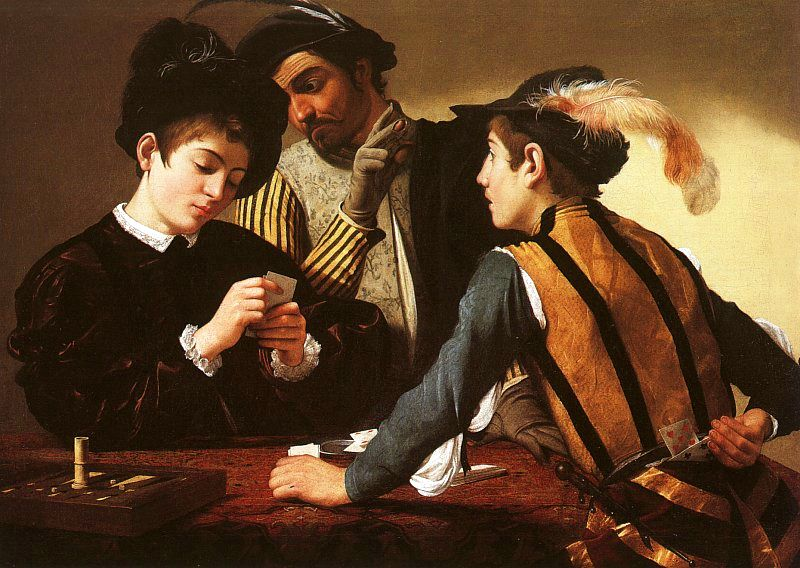
Caravaggio: A kártyacsalók (1594 körül)

A szerencsejáték olyan játékforma, amely bizonytalan kimenetekre való fogadást jelent. A játékelmélet alapján a szerencsejáték zéró összegű játék, mivel a résztvevők csak egymás kárára növelhetik nyereményeiket. Jellemzően a szegényeket fosztja meg, hogy néhány gazdag, a szenvedélybetegséget kihasználó személy profitáljon belőle. Néha a játék némi ügyességet is igényel, hogy csábítsa a résztvevő egóját, mint például a pókerben. A szerencsejáték-függőség pusztító hatással van a társadalomra és az érintett családokra, gyakran azoknak ártva, akik a legkevésbé engedhetik meg maguknak. A szerencsejátékot keresztény körökben démoni szokásnak tartják, melyet az is illusztrál, hogy Jézus gyilkosai egymás között sorsolták ki Jézus ruháit.
A televíziós sportesemények − mint például a foci − ma már tele vannak a sportfogadást hirdető reklámokkal, ami korábban nem volt jellemző. A sakkhoz hasonló játékokhoz kapcsolódó fogadások nagyon kifinomult csalási terveket generálhatnak, melyre jó példa a 2022-es sakkcsalási botrányt. A szerencsejáték egyre inkább áthatja a politikát is: 2023-ban 30 millió dollárt költött a szerencsejátékipari lobbi az amerikai Kentucky állam kormányzói választására, ami csak hónapokkal a választás után derült ki.
Csak 2018-ban az amerikaiak 118 milliárd dollárt veszítettek a saját pénzükből az állami támogatású szerencsejátékokon, mint amelyek például az állami lottók. Az összesített kár még ennél is nagyobb, mivel az érzelmi szerencsejáték függőséget okoz, amelyre a betegek óriási mennyiségű időt pazarolnak el, például az NFL-mérkőzések nézésére. Kutatások bizonyítják, hogy a lottón a telitalálat esélye kisebb még annál is, mint hogy az embert megtámadja egy cápa.
A Super Subsidy – más néven Super Bowl – az év egyik legnagyobb szerencsejáték-eseménye, amelynek normálisnak és legitimnek igyekeznek beállítani szerencsejáték szokásának. Mind a négy evangélium elítéli a római katonák által Jézus keresztre feszítésekor végzett szerencsejátékot, és a Biblia számos versben tiltja meg a szerencsejátékot, beleértve minden evangéliumban a kritikát is arról, hogy akik megfeszítették Jézust, sorsolás útján osztották szét Jézus ruháit. Keresztény körökben a Bibliát gyakran használják a szerencsejáték és más függőségek leküzdéséhez.
A szerencsejáték egy módja annak, hogy a cégek és a vállalkozások pénzt vonjanak el a szegényektől. A történelem során háromszor legalizálták a szerencsejátékot széleskörűen, az első és a második legalizáció után viszont betiltották. Jelenleg a szerencsejáték legalizálásának harmadik fázisában vagyunk: először Reno, majd Las Vegas és Atlantic City (Reno és Atlantic City gazdaságilag egyaránt visszaesett az elmúlt évtizedekben, míg Las Vegas még mindig sokkal több látogatót vonz), aztán folyami hajókon és indián rezervátumokban, most pedig több államban is elérhető. A szerencsejáték sok konzervatív államban – például Texasban – továbbra is nagyrészt tiltottnak számít, kivéve a kormány által támogatott szerencsejátékot, mint például az állami lottó, valamint a jótékonysági rendezvények, mint a bingótermek és sorsjegyek. Az Egyesült Államok Legfelsőbb Bírósága 6-3 arányú döntésében a Murphy kontra NCAA ügyben (2018. május 14.) eltörölte a Professzionális és Amatőr Sportok Védelméről szóló Törvényt, annak ellenére, hogy ez a törvény 26 évig jól működött a sportfogadások túlnyomó részének tilalmában.
A lottók gyakori formái a szerencsejátéknak, ahol egy kis tétet tesznek fel a nagyon alacsony valószínűségű, de nagyon nagy összegű nyeremény elnyerésére, ha a játékos által választott számokat egy véletlenszám-generáló eszköz kiválasztja.
A patológiás szerencsejátékot különböző módon írták le, mint „impulzuskontroll zavar, hangulati zavar, kényszerbetegség spektrum zavar vagy nem gyógyszeres függőség”. Azok a betegek, akik ezzel a problémával küzdenek, különböző kezeléseket kaphatnak, mint például „több gyógyszert, pszichoterápiát és a Gamblers Anonymous (Anonim szerencsejátékosok) csoport látogatását”. A gyógyszeres kezelés, más gyógyszerek mellett, magában foglalja a Fluvoxamint és a Clomipramint, amelyek klinikai vizsgálatokban hatékonynak bizonyultak.
A kóros szerencsejáték elhízást, krónikus egészségügyi állapotokat, rossz életmódot, rosszabb életminőséget és drága egészségügyi kiadásokat okoz a költségvetésnek.

## Története

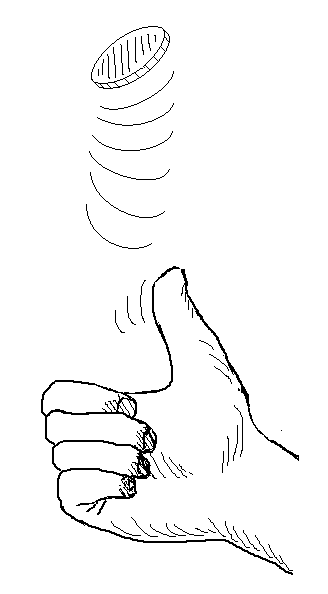
Az egyik legegyszerűbb szerencsejáték a „fej vagy írás”

A szerencsejátékok a legősibb játékformák közé tartoznak. A jelenleg is játszott játékok közül a craps, a rulett, a huszonegy játékokat Európában fejlesztették ki, míg a keno őse egy kínai lottójáték.
A szerencsejátékokat a keresztény, zsidó és muszlim vallás (ill. a vallási hatóságok) általában megtűrték, egyes esetekben viszont betiltották.

## Szabályozása
A szerencsejátékokat a legtöbb országban állami vagy helyi önkormányzati felügyelet alá vonták és szorosan szabályozzák. Egyes országokban a szerencsejátékok be vannak tiltva. Azokba az országokba, ahol a szerencsejáték engedélyezett, irányul az ún. szerencsejáték-turizmus, ennek egyik legismertebb központja az Amerikai Egyesült Államok Nevada államában található Las Vegas. Egyes országokban az állam bevételeinek jelentős része származik a szerencsejáték-iparból, mint pl. Monacóban vagy Makaón.

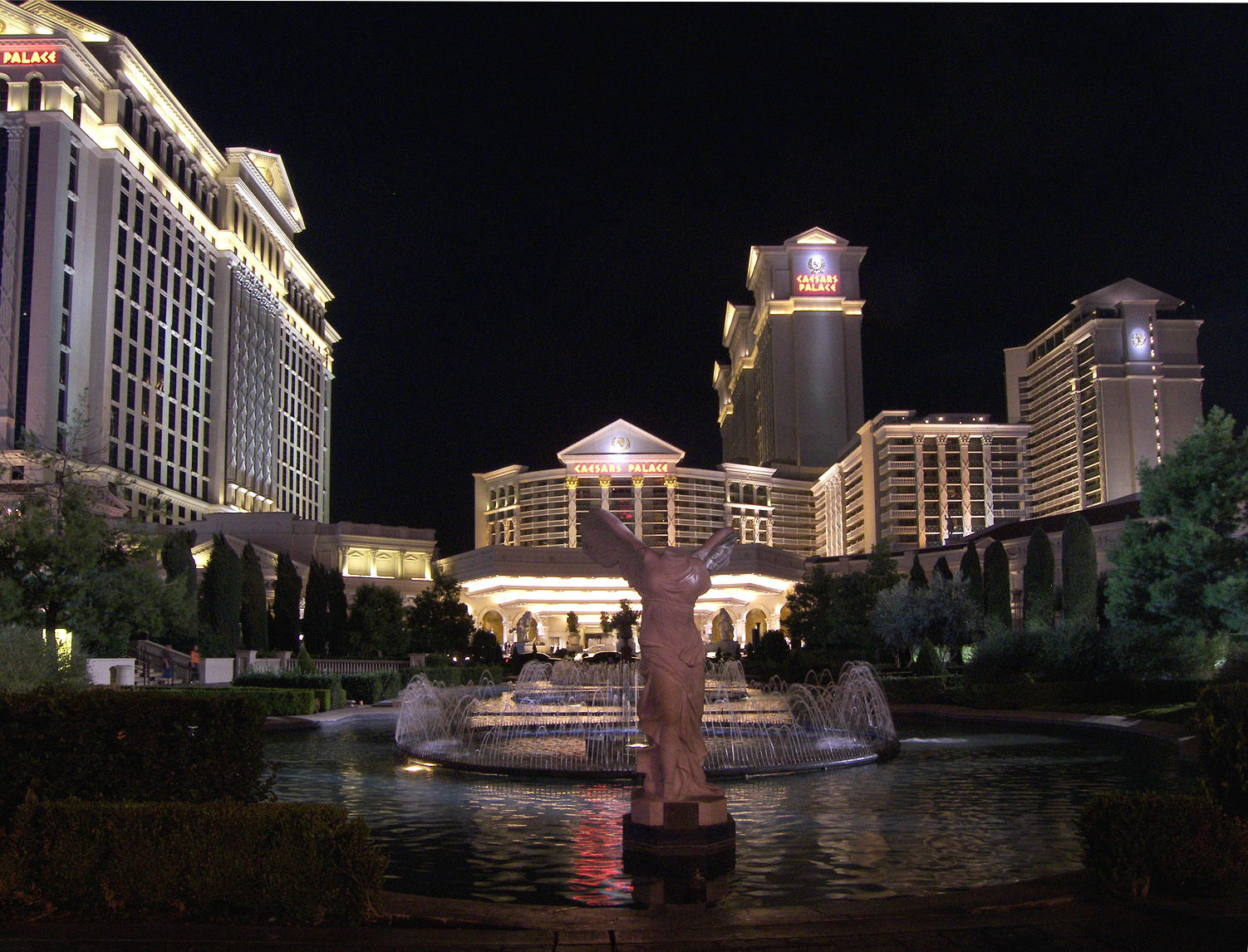
A Caesars Palace kaszinó Las Vegasban. A szökőkútban a Szamothrakéi Niké másolata áll

Európai rulettasztal kiosztása

Az amerikai történelem során a szerencsejátékok többször is illegálisból, sok szempontból és helyen legálissá váltak, és ismét illegálissá váltak. A szerencsejátékokat általában állami és helyi szinten szabályozzák, de az amerikai Kongresszus 2006-ban elfogadta az internetes szerencsejátékot tiltó törvényjavaslatot.
2005-ben a Kereskedelmi Világszervezet (WTO) kimondta, hogy „az Egyesült Államok nem teljesítette a WTO 2005-ös végleges végzését bizonyos törvények megváltoztatására vonatkozóan, amelyek Antigua által az Egyesült Államok internetes szerencsejátékok tilalmával kapcsolatos sikeres megtámadáshoz kapcsolódnak. A WTO GATS-egyezménye lehetővé teszi a nemzetek számára „visszavenni” a szolgáltatási szektorokat a WTO joghatósága alól, de csak azután, hogy kárpótolják a kereskedelmi partnereket az elvesztett üzleti lehetőségekért.”
Az államok több mint felének kérésére George W. Bush akkori hivatalban lévő amerikai elnök 2007-ben kivonta az Egyesült Államok szerencsejáték-szektorát a Kereskedelmi Világszervezet joghatósága alól , tekintettel a WTO további követeléseire vagy szankcióira a szerencsejátékok amerikai szabályozása ellen.
Az UIGEA átlépése után Al D'Amato volt amerikai republikánus szenátor csatlakozott a Poker Players Alliance-hez (PPA), hogy lobbizzon a pókerjátékosok online játékhoz való jogáért.
Wisconsin államban tilos szavazni a választásokon azoknak, akik fogadást tettek a választási eredményre, még abban az esetben is, ha a fogadást törvényesen kötötték meg.

## Függőség
A lakosság jelentős része szerencsejáték-függő, ami a családi forrásokat elszívja a szokástól. Gyakoriak a történetek arról, hogy a szenvedélybetegek egyetlen szerencsejáték során elveszítik minden pénzüket. Csak Missouri államban van szerencsejáték-veszteség határ.

## Esélyek
A szerencsejáték szervezője ellen lejátszott játékokban (például kaszinóban) általában a játékosok várható hozama kevesebb, mint 100%. Más játékosok elleni játékokban (például a pókerben) a várható hozam 100%, ha a játékosok azonos képzettségi szinttel rendelkeznek (feltéve, hogy az elosztási sorrend nem fontos), vagy bizonyos játékosok nagyobb (vagy kisebb) várható hozamot érhetnek el, ha ől jobb (vagy rosszabb) játékosok. Ha az összes pénz a játékosoknál marad, akkor a teljes várható hozam 100%.

## Internetes szerencsejáték
2007. április 26-án Barney Frank demokrata párti képviselő bemutatta a HR 2046-ot, az internetes szerencsejátékok szabályozásáról és végrehajtásáról szóló törvényt (IGREA). Az IGREA módosítaná az UIGEA-t azáltal, hogy rendelkezést adna az internetes szerencsejáték-létesítmények engedélyezéséről a Pénzügyi Bűnüldözési Hálózat igazgatója által. 2007. június 8-án a Ház Pénzügyi Szolgáltatások Bizottsága Barney Frank elnökletével meghallgatást tartott a következő címmel: '„Hatékonyan szabályozható-e az internetes szerencsejáték a fogyasztók és a fizetési rendszer védelme érdekében?” A meghallgatáson szakértő tanúk azt vallották, hogy az internetes szerencsejátékok hatékonyan szabályozhatók az életkor ellenőrzése, a pénzmosás, az állami és szövetségi adóbeszedés megkönnyítése, valamint a szerencsejáték-kényszeres kérdések tekintetében.
2007. június 7-én Robert Wexler demokrata párti képviselő bemutatta a HR 2610-et, a Skill Game Protection Act-t. Ez a törvény legalizálná az internetes pókert, a bridzset, a mah jongot és más ügyességi játékokat. Szintén 2007. június 7-én Jim McDermott demokrata párti képviselő bemutatta a HR 2607-et, az internetes szerencsejátékok adójáról szóló törvényt. Az IGTA törvényt írna elő az internetes szerencsejáték-adó beszedésére vonatkozóan.
2007. június 29-én a Focus on the Family riasztást adott ki egy internetes szerencsejáték-jogvédelmi csoport, a Casino Gambling Web tervezett Washington DC-i látogatására. A riasztás szerint a Casino Gambling Web közel 5000 amerikai aláírást gyűjtött össze az internetes szerencsejáték-tilalom hatályon kívül helyezési petíciójukhoz, és 2007 júliusában Washingtonba vitte.
A legalizált internetes szerencsejáték 2013 novembere óta elérhetők New Jerseyben. A New Jersey-ben élő szerencsejátékosok fogadásokat köthetnek az Atlantic City kaszinói által üzemeltetett webhelyeken.

## Szerencsejáték veszteség határa
A missouri törvényhozás a szavazók jóváhagyásával szerencsejátékveszteség-korlátot fogadott el, hogy megakadályozza a szerencsejátékok vásárlói által okozott jelentős veszteségeket. A veszteségkorlát legfeljebb 500 dollár veszteséget tesz lehetővé kétóránként, illetve napi 6000 dollár. Ez a veszteséghatár nem korlátozza a szabadidős szerencsejátékokat, de egyértelműen segít csökkenteni a kóros és problémás szerencsejátékosok által érzett hatásokat, valamint segít megelőzni az illegális pénzmosást.
Azok a személyek, akik szerencsejátékkal játszanának és 500 dollárnál többet veszítenének két órán belül, a legvalószínűbb, hogy kóros és problémás szerencsejátékosok. Ezek az egyének tudják a legkevésbé kontrollálni szerencsejátékukat, és ők a leginkább felelősek a szerencsejátékból eredő társadalmi költségekért. Ez a veszteséghatár segít csökkenteni a szerencsejátékot, mert „sok problémás szerencsejátékosnál a falási tevékenység hosszú órákon át tart. Ha a kaszinók zárva tartása (vagy veszteségkorlát) lenne, még ha csak este két-négy órára is, az ilyen falatozást átmenetileg meg lehetne szüntetni, és egy problémás szerencsejátékost vissza lehetne hozni a valóságba.” Valójában „ a veszteségkorlátok eltörlése a szerencsejáték-létesítményekben a szerencsejáték-kényszer növekedéséhez és a szerencsejáték-szerencsejáték eszkalációjához fog vezetni azoknál a személyeknél, akik a függőség korai fájdalmában vannak."
Az 500 dolláros veszteséghatár jelentősen visszatartja a kaszinók nagy összegek illegális tisztára mosásának eszközét is. „A szövetségi kormány jelenleg kiterjeszti a kábítószer-kartellek és terrorszervezetek pénzmosásának korlátozásához szükséges szabályozást. A szövetségi kormány megállapította, hogy a kaszinótranzakciókra vonatkozó jelenlegi szövetségi szabályozás és jelentéstételi követelmények nem elegendőek a pénzmosás korlátozásához vagy csökkentéséhez, és további szabályozásra van szükség. A hírek szerint a terroristák kaszinókat használtak (beleértve a missouri kaszinókat is) a legutóbbi terrortámadások során. Ilyen körülmények között tehát nem itt az ideje a kaszinók szabályozásának lazításának, hanem annak, hogy – ahogyan a szövetségi kormány is teszi – további pénzmosási szabályokat kell fontolóra venni a kaszinók és más szerencsejáték-vállalkozások számára. Az Egyesült Államok Általános Számviteli Hivatala által végzett vizsgálat arra a következtetésre jutott: „Mivel az évente megtétezett pénz mennyisége nőtt, a kaszinók kiszolgáltatottabbá válhattak azokkal szemben, akik megpróbálják tisztára mosni illegális nyereségüket a kaszinójátékok felgyorsult környezetében.” A szerencsejátékveszteség-korlát biztosítja a szükséges szabályozást ahhoz, hogy megakadályozzuk az ilyen káros és illegális pénzmosást a szervezett bűnszövetkezetek és a terroristák részéről egyaránt.

## Republikánus Párt Platform
A 2012-es Republikánus Párt Platformja kijelentette:
Amerikaiak milliói szenvednek problémás vagy kóros szerencsejátéktól, amely tönkreteheti a családokat. Támogatjuk az internetes szerencsejáték tilalmát.

## Formái

### Kaszinójátékok
A szerencsejátékok jelentős részét lehet kaszinóban játszani, ezek közé tartoznak az ismert kártyajátékok (póker, huszonegy), a rulett, a kocka, a keno, illetve az ún. félkarú rabló. Ráadásul a gyorsan fejlődő technikának köszönhetően bizonyos nyerőgépek már az interneten is megtalálhatóak.
Az online kaszinók, csak úgy, mint az offline (valódi épületben működő kaszinók) csak az adott ország (avagy terület – mint például az Európai Unió) engedélyével üzemelhetnek. Abban az esetben, ha nem rendelkeznek a szerencsejáték felügyelet jóváhagyásával, az ország akár blokkolhatja is az online felületet. A Magyarországon engedéllyel rendelkező online és offline kaszinók és fogadóirodák listája a NAV oldalán található meg.

### Egyéb szerencsejátékok
Az államilag szervezett és felügyelt szerencsejátékok közé tartoznak a különféle lottók, a kenó, a sorsjegyek, az Angliában és az USA-ban népszerű bingó vagy a Távol-Keleten népszerű Mah-jong.
A szerencsejátékok közé tartozik a sportfogadás is (totó), amelyben valamely sportesemény kimenetére kell fogadást kötni: minél valószínűtlenebb a végeredmény, amire a játékos tétet rakott, annál nagyobb lesz a nyereménye. Régen nagyon népszerű volt állatok vagy éppen emberek küzdelmeire fogadást kötni, az előbbit ma már csak néhány esetben (lóversenysport, kutyafuttatás) engedélyezik, míg a sportfogadás továbbra is igen népszerű.
A sportfogadás bizonyos formáinál a játékosok előre ismerik a kifizetési arányokat (fixed-odds betting), amelyeket egy szerencsejáték-bróker vagy valamilyen szerencsejáték-tőzsde ajánl fel nekik. Napjainkban akár nemzetközi események kimenetelére, politikai eseményekre, pénzügyi piacokra, vagy akár egy híres személy gyermekének nevére is lehet fogadásokat kötni.

### Egyéb esetek
A szerencsejátékhoz hasonló esetek széles körben előfordulnak, amelyben közös, hogy valamilyen bizonytalan kimenetelű eseményre tesznek fel téteket:
- a demokráciában a politikai választások is szerencsejátékhoz hasonlítanak, amennyiben a politikai pártok jelentős összegeket költenek azért, hogy meggyőzzék a választókat. Az elköltött összeg nagysága és a választások során begyűjtött szavazatok száma nem áll egyenes összefüggésben
- az egyes emberek magánéletében is számtalan olyan helyzet adódhat, amely a szerencsejátékhoz hasonlít, csak érzelmi vagy fizikai tétekkel, mint pl. valakit elhívni randevúra (érzelmi), veszélyes sportot űzni (fizikai), vagy például egy iskola, jótékonysági rendezvényen tombolajegyet venni
- a gazdasági befektetések általában nem számítanak a szerencsejátékok közé, hiszen kimenetelüket gondos számítások alapján nagy biztonsággal meg lehet jósolni. Bizonyos esetekben azonban a gazdasági szereplők nagy kockázatokat is vállalhatnak, a szintén nagy megtérülés reményében. Egy nehezen átlátható piacon vállalkozást kezdeni szintén a szerencsejáték bizonyos formája: bár a játék kimenetelét a szereplők közvetlenül tudják befolyásolni, de mégis sokszor használják pl. a "kipróbáltam a szerencsémet" kifejezést.

## Szerencsejáték és társadalmi problémák

### Szerencsejáték-függőség
Az emberek többsége kikapcsolódási célból játszik szerencsejátékot, míg a hivatásos szerencsejátékosok, hazárdőrök megélhetési formaként űzik. Azonban a szerencsejáték, mint minden olyan tevékenység, amely az agyban kémiai változásokat indít be, függőséget képes okozni. A szerencsejáték-függőség lehet enyhe vagy súlyosabb, amely elvezethet a személyes vagyon elvesztéséig, bűnözésig, családi vagy munkahelyi problémákig is. A (potenciálisan) nagy nyeremény ígérete és a szerencsejáték közben fellépő izgalmi állapot olyan önmegerősítő folyamatokat indíthat be, amelyek a sorozatos kudarcok, veszteségek ellenére is visszacsábítják a játékost.
Az orosz író, Dosztojevszkij A játékos (1866) című népszerű írásásában szórakoztató jellegű történetben mutatta be a szerencsejáték világát a 19. századi Oroszországban.

### Bűnözés
A szerencsejáték és a bűnözés kapcsolata két formában is jelentkezhet.
Egyrészt a szerencsejáték-függő személy szükség esetén bűnözéssel (lopás, rablás, család) teremtheti elő a játék folytatásához szükséges pénzt. Ezt a kapcsolatot azonban nehéz empirikusan, tényekkel alátámasztani, bár egyes esetekben erre a bűnözők vallomásából derül fény. Azonban a szerencsejáték-ipar számos ember megélhetési forrása is, akik a kaszinókban vagy más intézményekben dolgoznak. Az amerikai Earl Grinols (Baylor University) és David Mustard (University of Georgia) végeztek egy nagyszabású tanulmányt az USA-ban, amelynek során 1977 és 1996 között megvizsgálták a bűnözés szintjét az USA minden megyéjében, majd összevetették ezt a helyi kaszinók megépítésének időpontjával. Vizsgálatukból kiderült, hogy a bűnözési szint átlagosan 8%-kal emelkedett mindenhol, ahol kaszinót nyitottak. A tanulmányban leírták, hogy a kaszinóknak lehetnek pozitív (álláslehetőség, gazdasági fellendülés) és negatív (erőforrások elvonása, új bűnözési lehetőségek, függőség, bűnözők odavándorlása, a helyi lakosság változásai) következményei is, és általában az utóbbiak bizonyulnak erősebbnek, bár következtetéseiket nem mindenki fogadja el. Az amerikai igazságügyminisztérium által támogatott 2001-es tanulmány pedig azt állapította meg, hogy a kaszinóknak nincsenek egyértelműen rossz vagy jó hatásai azokra a közösségekre, ahol megjelentek: a kisebb bűnesetek gyakorisága megnőhet, de minden közösségben mást és mást tapasztaltak.

## Fordítás
- Ez a szócikk részben vagy egészben  a   Gambling című angol Wikipédia-szócikk fordításán alapul.  Az eredeti cikk szerkesztőit annak laptörténete sorolja fel. Ez a jelzés csupán a megfogalmazás eredetét és a szerzői jogokat jelzi, nem szolgál a cikkben szereplő információk forrásmegjelöléseként.